# Pribiš
Pribiš (em húngaro: Pribis) é um município da Eslováquia, situado no distrito de Dolný Kubín, na região de Žilina. Tem 8,4 km² de área e sua população em 2018 foi estimada em 454 habitantes.

## Demografia
| Ano:        | 1994 | 2004 | 2014   | 2024 |
| ----------- | ---- | ---- | ------ | ---- |
| Broj ljudi: | 474  | 474  | 450    | 468  |
| Razlika:    |      | +0%  | -5,06% | +4%  |

| Ano:               | 2023 | 2024   |
| ------------------ | ---- | ------ |
| Número de pessoas: | 470  | 468    |
| Diferença:         |      | -0,42% |